# Ludivine Diguelman

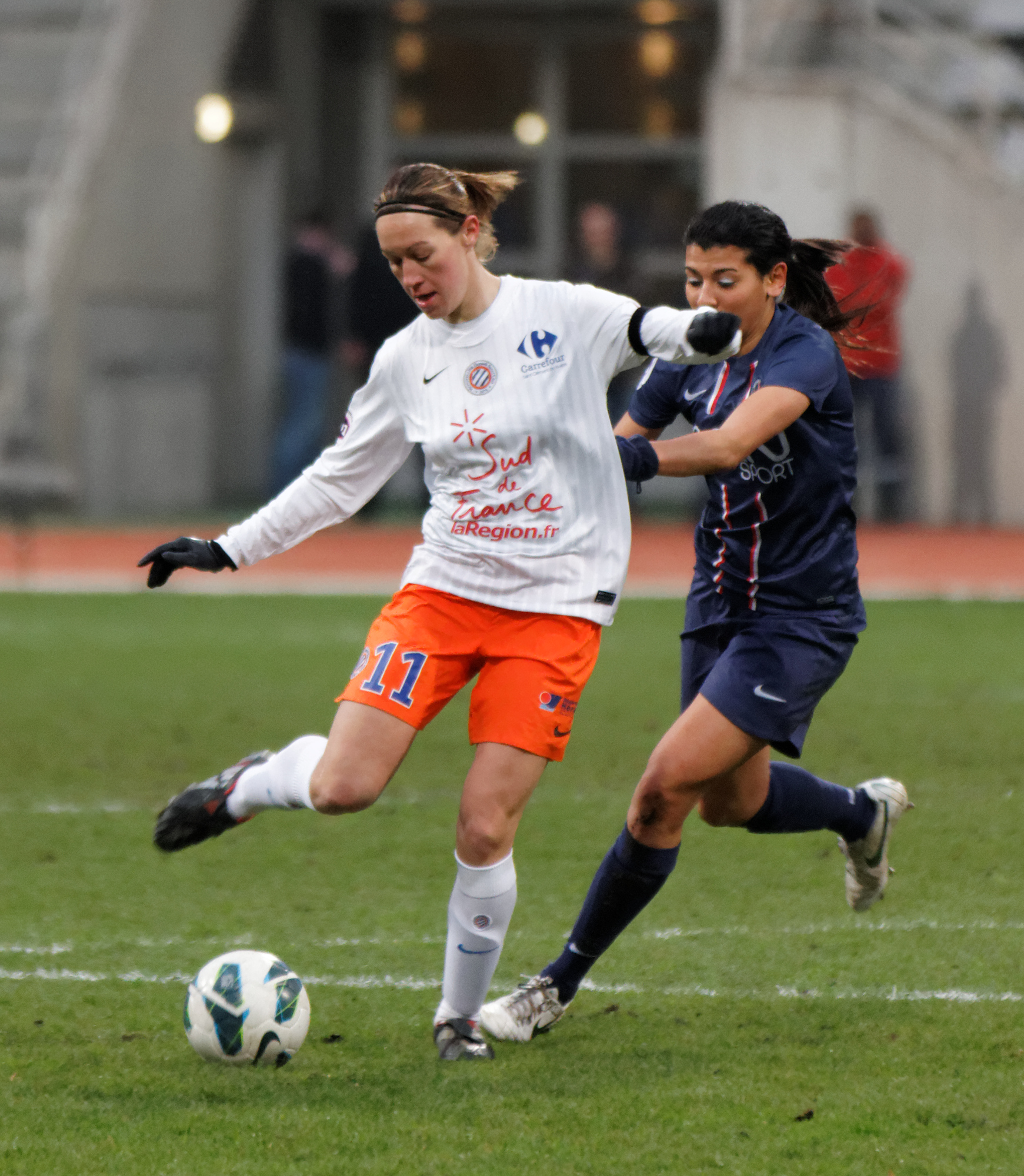
Ludivine Diguelman (links), im Januar 2013

Ludivine Diguelman (* 15. April 1984 in Montpellier) ist eine französische Fußballspielerin. Sie hat praktisch während ihrer gesamten Karriere im Erwachsenenbereich bei Vereinen ihres Geburtsortes gespielt.

## Vereinskarriere
Bis kurz nach ihrem 15. Geburtstag spielte Ludivine Diguelman bei dem Avenir Sportif Gignac, einem Amateurklub westlich ihrer Geburtsstadt. 1999 wechselte sie zu Entente Montpellier Le Crès, dessen Frauenelf in der ersten französischen Liga, dem Championnat National 1 A, antrat. Ab wann sie selbst darin zum Einsatz kam, geht aus den verwendeten Quellen nicht mit Gewissheit hervor. Allerdings wurde sie in ihrer zweiten Saison dort zur U-19-Nationalspielerin (siehe unten). Als sich die Frauenabteilung des Vereins im Sommer 2001 dem finanzstärkeren Lokalrivalen HSC Montpellier anschloss, vollzog auch die Mittelfeldspielerin diesen Schritt mit, und beim MHSC gehörte sie endgültig zur Stammformation des Ligateams. Während der Saison 2002/03 fand sie Aufnahme in Frankreichs nationaler Fußball-„Kaderschmiede“, dem INF Clairefontaine, spielte auch für dessen Frauenteam CNFE Clairefontaine in der höchsten Spielklasse und fand noch vor Saisonbeginn auch erstmals Berücksichtigung in der französischen A-Nationalauswahl.
Nach zwölf Monaten in Clairefontaine kehrte sie 2003 zu ihrem „Stammverein“ nach Montpellier zurück, dem sie dann über ein Jahrzehnt lang die Treue hielt. Die auch in der Abwehr verwendbare Spielerin gewann mit dem MHSC insgesamt fünf nationale Titel, wurde 2004 und 2005 Landesmeisterin sowie 2006, 2007 und 2009 (diesmal ohne Finaleinsatz) Pokalsiegerin Frankreichs. Zudem stand Ludivine Diguelman von 2010 bis 2012 auch noch drei weitere Male in einem Pokalendspiel, das sie mit ihren Mannschaftskameradinnen zusammen aber jeweils als Verlierer beendete.
Von 2003 bis einschließlich 2013 brachte Diguelman es auf 213 Punktspiele, worin sie 44 Treffer erzielte. Auch bei Montpelliers drei Teilnahmen am europäischen Wettbewerb der Landesmeisterinnen stand sie in 24 Spielen auf dem Rasen und schoss darin fünf Tore. Bei dem denkwürdigen Europapokalparcours in der Saison 2005/06, als der MHSC im Halbfinal-Rückspiel gegen den 1. FFC Frankfurt – nach einem 1:0-Sieg im Hinspiel in Deutschland – mit 2:3 unterlag und aufgrund der Auswärtstorregel den Endspieleinzug verpasste, bestritt Ludivine Diguelman nicht nur sämtliche zehn Begegnungen, sondern hatte gegen Frankfurt auch alle drei Treffer für Montpelliers Frauschaft erzielt.
Im Sommer 2014 wechselte sie gemeinsam mit ihren langjährigen Mitspielerinnen Élodie Ramos und Ophélie Meilleroux zum Zweitdivisionär FF Nîmes Métropole Gard. Vier Monate später erlitt sie einen Kreuzbandriss, der sie auf längere Zeit außer Gefecht setzte. Am Ende ihrer ersten Saison mit lediglich vier Punktspieleinsätzen kehrte sie mit Nîmes in die höchste Liga zurück.

### Stationen
- Avenir Sportif Gignac (1994–1999)
- Entente Montpellier Le Crès (1999–2001)
- Montpellier HSC (2001/02)
- CNFE Clairefontaine (2002/03)
- Montpellier HSC (2003–2014)
- FF Nîmes Métropole Gard (seit 2014)

## In der Nationalelf
Als Jugendliche nahm Ludivine Diguelman mit der französischen U-19-Auswahl 2002 an zwei Kontinentalturnieren teil. Bei der Europameisterschaft in Schweden stand sie in der Startelf, die das Endspiel mit 1:3 gegen ihre deutschen Altersgenossinnen verlor, und bei der Jahrgangsweltmeisterschaft in Kanada, die für Frankreich bereits nach der Vorrunde endete, gehörte sie ebenfalls zum französischen Aufgebot.
Im Sommer desselben Jahres debütierte Diguelman anlässlich eines Freundschaftsspiels gegen die Ukraine auch bereits in Frankreichs A-Nationalelf, für die sie seit Juni 2002 insgesamt 39 A-Länderspiele bestritten hat, das letzte im September 2009 bei einem Weltmeisterschafts-Qualifikationsspiel gegen Kroatien.
Dabei wurde sie aber schon von der Nationaltrainerin Élisabeth Loisel ganz überwiegend nur als Ergänzungsspielerin verwendet, die die damals 19-Jährige auch nicht in Frankreichs WM-Kader 2003 aufnahm, und Loisels Nachfolger Bruno Bini berücksichtigte sie zwischen März 2007 und Dezember 2008 überhaupt nicht. 2009 berief Bini Ludivine Diguelman in sein endgültiges Aufgebot der Bleues für die Frauen-Europameisterschaft, setzte sie in Finnland aber in keinem der vier Endrundenspiele ein.
Im blauen Nationaldress gelangen ihr auch drei Treffer, darunter 2005 das „Tor des Tages“ beim 1:0-Sieg gegen Norwegen und 2006 der französische Ausgleichstreffer zum 1:1-Endstand im WM-Qualifikationsmatch gegen England, der gleichwohl nicht ausreichte, um den Französinnen die Endrundenteilnahme zu ermöglichen.
2015 kehrte die inzwischen 31-Jährige aber mit einer französischen Auswahl noch einmal auf die internationale Bühne zurück. Mit der Militärnationalmannschaft der Frauen, deren Trainerin Élisabeth Loisel ist, nimmt sie im Oktober des Jahres an der Militärweltmeisterschaft im südkoreanischen Mungyeong teil, wo ihr im Auftaktspiel gegen die Gastgeberinnen der 2:1-Siegtreffer glückte.

## Palmarès
- Französische Meisterin: 2004, 2005
- Französische Pokalsiegerin: 2006, 2007, 2009 (und Finalistin 2010, 2011, 2012)
- 39 A-Länderspiele, 3 Tore für Frankreich
- U-19-Vizeeuropameisterin 2002